# 2097 Galle
2097 Galle (1953 PV) là một tiểu hành tinh vành đai chính được phát hiện ngày 11 tháng 8 năm 1953 bởi Reinmuth, K. ở Heidelberg.